# Totovo Selo, Banatul de Nord
Totovo Selo (maghiară Tóthfalu) este o localitate în Districtul Banatul de Nord, Voivodina, Serbia.